# Simen Tiller
Simen Tiller (ur. 26 listopada 1995 w Lillehammer) – norweski dwuboista klasyczny, brązowy medalista mistrzostw świata, brązowy medalista mistrzostw świata juniorów, zwycięzca Pucharu Kontynentalnego.

## Kariera
20 stycznia 2012 roku zadebiutował w Pucharze Kontynentalnym podczas zawodów w Høydalsmo. 22 stycznia tego samego roku zdobył swoje pierwsze punkty w Pucharze Kontynentalnym. W 2015 roku na mistrzostwach świata juniorów w narciarstwie klasycznym w zawodach drużynowych wspólnie z kolegami z reprezentacji Norwegii zdobył brązowy medal (oprócz niego w drużynie znaleźli się też Harald Johnas Riiber, Jarl Magnus Riiber oraz Lars Burås). 11 marca 2017 roku zadebiutował w zawodach Pucharu Świata, a 7 grudnia 2019 roku zdobył w nich pierwsze punkty. W sezonie 2019/2020 w Pucharze Świata zdobył 26 punktów i zajął w nim 40. miejsce w klasyfikacji generalnej. W sezonie 2020/2021 w Pucharze Świata zdobył 24 punkty i zajął w nim 41. miejsce. W sezonie 2020/2021 w Pucharze Kontynentalnym zdobył 629 punktów i zajął pierwsze miejsce w klasyfikacji generalnej.

## Osiągnięcia

### Mistrzostwa świata
| Miejsce | Dzień     | Rok  | Miejscowość | Konkurencja           | Wynik zwycięzcy | Strata  | Zwycięzca          |
| ------- | --------- | ---- | ----------- | --------------------- | --------------- | ------- | ------------------ |
| DSQ     | 25 lutego | 2023 | Planica     | Gundersen HS102/10 km | 24:36,3         | -       | Jarl Magnus Riiber |
| 3.      | 7 marca   | 2025 | Trondheim   | Sztafeta HS138/4x5 km | 50:37,7         | +1:39,8 | Niemcy             |
| 9.      | 8 marca   | 2025 | Trondheim   | Gundersen HS138/10 km | 24:57,5         | +2:21,5 | Jarl Magnus Riiber |

### Mistrzostwa świata juniorów
| Miejsce | Dzień       | Rok  | Miejscowość | Konkurencja           | Wynik zwycięzcy | Strata  | Zwycięzca           |
| ------- | ----------- | ---- | ----------- | --------------------- | --------------- | ------- | ------------------- |
| 39.     | 22 lutego   | 2012 | Erzurum     | Gundersen HS109/10 km | 26:50,8         | +3:08,1 | Mattia Runggaldier  |
| 39.     | 25 lutego   | 2012 | Erzurum     | Sprint HS109/5 km     | 12:52,9         | +2:20,8 | Øystein Granbu Lien |
| 24.     | 23 stycznia | 2013 | Liberec     | Gundersen HS100/10 km | 24:51,0         | +2:25,0 | Manuel Faißt        |
| 16.     | 4 lutego    | 2015 | Ałmaty      | Gundersen HS100/10 km | 25:54,2         | +2:08,4 | Jarl Magnus Riiber  |
| 3.      | 7 lutego    | 2015 | Ałmaty      | Sztafeta HS100/4x5 km | 48:41,4         | +49,7   | Austria             |

### Zimowy olimpijski festiwal młodzieży Europy
| Miejsce | Dzień     | Rok  | Miejscowość | Konkurencja            | Wynik zwycięzcy | Strata  | Zwycięzca   |
| ------- | --------- | ---- | ----------- | ---------------------- | --------------- | ------- | ----------- |
| 21.     | 15 lutego | 2011 | Liberec     | Gundersen HS100/7,5 km | 19:31,1         | +4:19,7 | David Welde |

### Puchar Świata

#### Miejsca w klasyfikacji generalnej
- sezon 2016/2017: niesklasyfikowany
- sezon 2017/2018: nie brał udziału
- sezon 2018/2019: nie brał udziału
- sezon 2019/2020: 40.
- sezon 2020/2021: 41.
- sezon 2021/2022: 27.
- sezon 2022/2023: 29.
- sezon 2023/2024: 28.
- sezon 2024/2025: 31.

#### Miejsca na podium chronologicznie
Jak dotąd Tiller nie stawał na podium zawodów PŚ.

### Puchar Kontynentalny

#### Miejsca w klasyfikacji generalnej
- sezon 2011/2012: 86.
- sezon 2012/2013: nie brał udziału
- sezon 2013/2014: 84.
- sezon 2014/2015: 47.
- sezon 2015/2016: 15.
- sezon 2016/2017: 67.
- sezon 2017/2018: 37.
- sezon 2018/2019: 16.
- sezon 2019/2020: 5.
- sezon 2020/2021: 1.
- sezon 2021/2022: 12.
- sezon 2022/2023: 21.
- sezon 2023/2024: nie brał udziału
- sezon 2024/2025: 13.

#### Miejsca na podium chronologicznie
| Nr  | Data             | Miejscowość    | Konkurencja              | Wynik zwycięzcy | Pozycja | Strata    | Zwycięzca             |
| --- | ---------------- | -------------- | ------------------------ | --------------- | ------- | --------- | --------------------- |
| 1.  | 11 stycznia 2020 | Oberwiesenthal | Gundersen HS105/10 km    | 23:05,3 min     | 2.      | +1,5 s    | Harald Johnas Riiber  |
| 2.  | 19 stycznia 2020 | Klingenthal    | Gundersen HS106/10 km    | 28:17,2 min     | 2.      | +0,4 s    | Harald Johnas Riiber  |
| 3.  | 2 lutego 2020    | Planica        | Gundersen HS138/10 km    | 25:22,3 min     | 3.      | +21,7 s   | Lars Ivar Skårset     |
| 4.  | 22 lutego 2020   | Eisenerz       | Start masowy HS109/10 km | 117,0 pkt       | 2.      | -2,8 pkt  | Jakob Lange           |
| 5.  | 12 marca 2020    | Niżny Tagił    | Gundersen HS97/10 km     | 24:48,5 min     | 3.      | +1:22,3 s | Jakob Lange           |
| 6.  | 15 stycznia 2021 | Klingenthal    | Gundersen HS140/5 km     | 13:59,5 min     | 1.      | -         | -                     |
| 7.  | 16 stycznia 2021 | Klingenthal    | Gundersen HS140/10 km    | 28:21,9 min     | 2.      | +4,4 s    | Manuel Einkemmer      |
| 8.  | 17 stycznia 2021 | Klingenthal    | Gundersen HS140/10 km    | 27:02,5 min     | 1.      | -         | -                     |
| 9.  | 24 stycznia 2021 | Eisenerz       | Gundersen HS109/10 km    | 25:47,4 min     | 2.      | +0,2 s    | Leif Torbjørn Næsvold |
| 10. | 12 marca 2021    | Niżny Tagił    | Gundersen HS97/10 km     | 25:04,6 min     | 3.      | +10,6 s   | Terence Weber         |
| 11. | 14 marca 2021    | Niżny Tagił    | Gundersen HS97/15 km     | 37:16,8 min     | 2.      | +40,2 s   | Terence Weber         |
| 12. | 21 stycznia 2022 | Klingenthal    | Gundersen HS140/5 km     | 14:30,5 min     | 1.      | -         | -                     |
| 13. | 22 stycznia 2022 | Klingenthal    | Gundersen HS140/10 km    | 26:48,7 min     | 1.      | -         | -                     |
| 14. | 23 stycznia 2022 | Klingenthal    | Gundersen HS140/10 km    | 27:24,9 min     | 1.      | -         | -                     |
| 15. | 16 grudnia 2022  | Ruka           | Start masowy HS142/10 km | 108,8 pkt       | 3.      | -4,7 pkt  | Terence Weber         |
| 16. | 14 grudnia 2024  | Ruka           | Gundersen HS142/10 km    | 26:11,3 min     | 1.      | -         | -                     |
| 17. | 15 grudnia 2024  | Ruka           | Gundersen HS142/10 km    | 26:23,5 min     | 1.      | -         | -                     |
| 18. | 25 stycznia 2025 | Schonach       | Kompakt HS100/8 km       | 19:55,9 min     | 2.      | +3,9 s    | Andreas Skoglund      |
| 19. | 26 stycznia 2025 | Schonach       | Gundersen HS100/10 km    | 24:46,4 min     | 2.      | +7,1 s    | Andreas Skoglund      |

### Letnie Grand Prix

#### Miejsca w klasyfikacji generalnej
- 2017: niesklasyfikowany
- 2018: (56.)[4]
- 2019: nie brał udziału
- 2021: (20.)[5]
- 2022: (53.)[6]
- 2023: (48.)[7]
- 2024: niesklasyfikowany

#### Miejsca na podium chronologicznie
Jak dotąd Tiller nie stawał na podium indywidualnych zawodów LGP.